# Daniel Eberlin

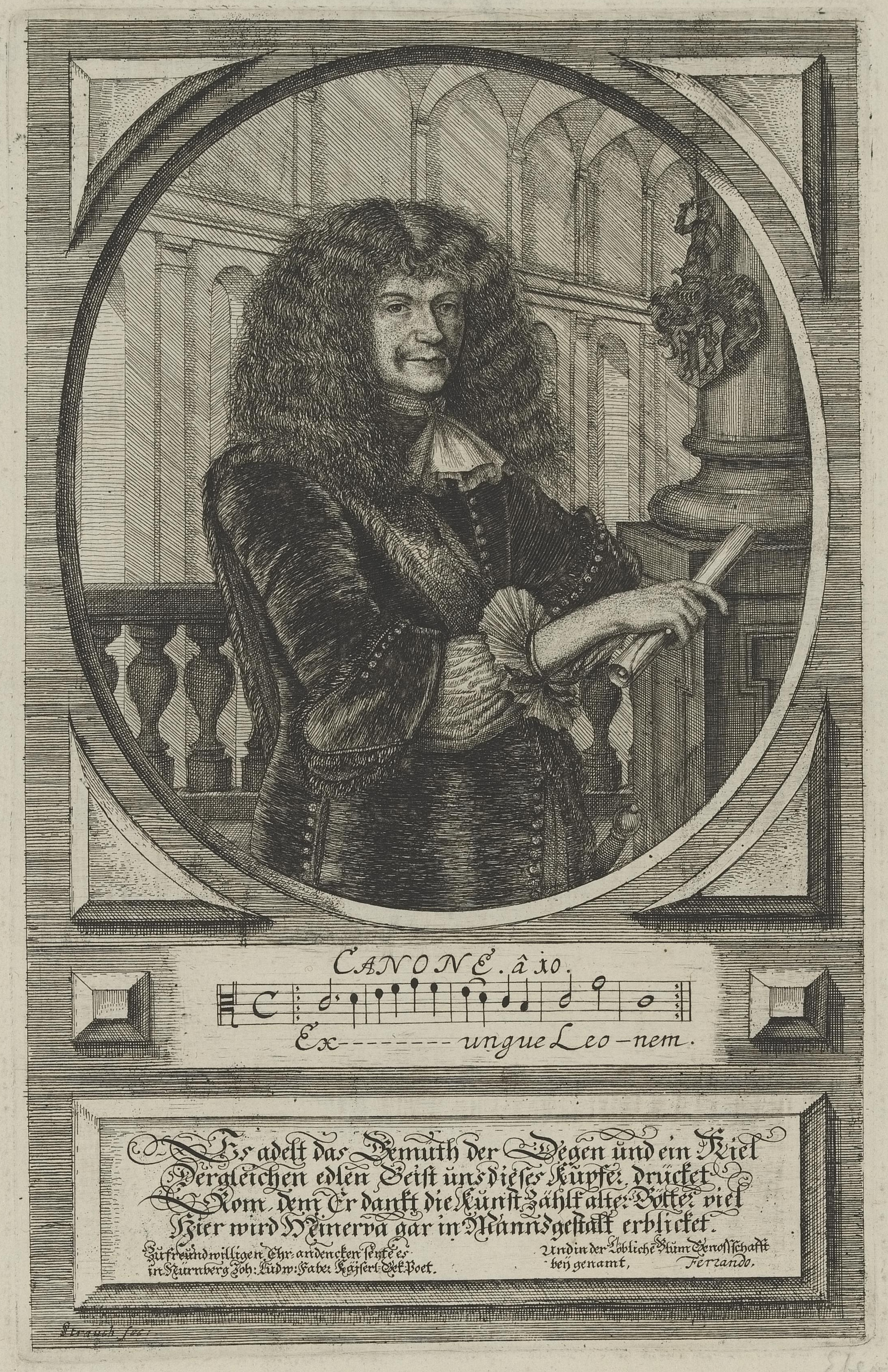
Daniel Eberlin

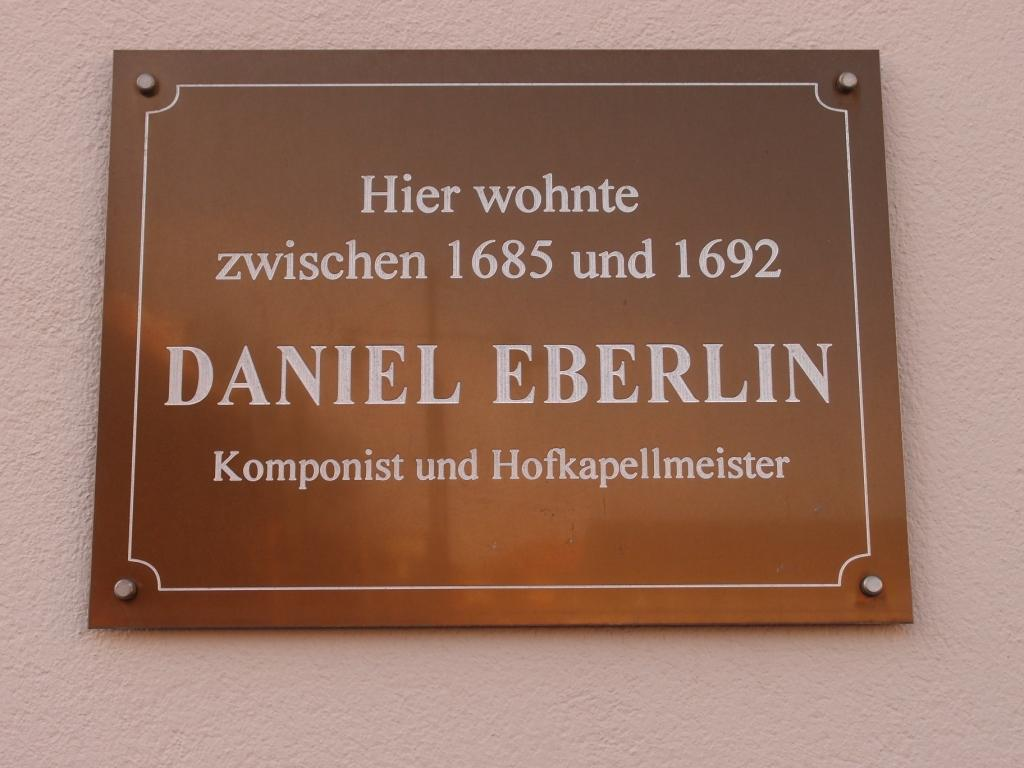
Gedenktafel für den Komponisten Daniel Eberlin, Eisenach, Markt 20.

Daniel Eberlin (getauft 4. Dezember 1647 in Nürnberg; † zwischen 24. August 1714 und 5. Juli 1715 in Kassel) war ein deutscher Kapellmeister und Komponist.

## Leben
Daniel Eberlin schreibt im Vorwort seiner Triosonaten, er sei ein Schüler Adam Dreses gewesen, dafür kommt der Zeitraum zwischen 1661 und 1663 in Frage. Erstmals erwähnt wurde Eberlin 1661, als Diskantist, in der unter Leitung von Wolfgang Carl Briegel stehenden Gothaer Hofkapelle. Zwischen 1667 und 1678 ist er ls Hofmusicant bei der Eisenacher Hofkapelle ist er mehrfach erwähnt. 1668 genoss er durch Vermittlung des hessischen Landgrafen eine musikalische Ausbildung in Rom. Er selbst erwähnt hierzu im Vorwort seiner Triosonaten, Kontakte zu Orazio Benevoli, Lelio Colista und Francesco Foggia. Danach soll er als Hauptmann der päpstlichen Truppen in Morea gegen die Türken gekämpft haben.
1673 erhielt in Eisenach eine Entlohnung für Kompositionen. Im Herbst 1678 berief ihn Landgraf Karl von Hessen-Kassel an seinen Hof, um die dortige Hofkapelle zu reorganisieren. 1685 kehrte Eberlin als Kapellmeister nach Eisenach zurück, wo er 1689 zum Münzwardein berufen wurde. Aufgrund von Unregelmäßigkeiten – der Herzog soll illegal Münzen aus Tafelsilber und fremden Münzen geprägt haben, was durch kaiserliche Edikte verboten war – floh Eberlin 1692 aus Eisenach und wurde Bankier in Hamburg. Über den letzten Lebensabschnitt existieren wiederum nur Notizen Telemanns, nach denen er zuletzt Hauptmann der Landmiliz in Kassel gewesen war. Ebenso sind die Angaben zu seinem Todestag und Sterbeort sehr ungenau. Zu Eberlins Schülern wird der Komponist und Offizier Georg von Bertouch (1668–1743) gezählt.
Eberlin heiratete 1673 in Nürnberg Franzisca Wilhelmina Frischleben und hatte mit ihr acht Kinder. Die zweite Tochter, Amalia Louise Juliane († 1711), war die erste Ehefrau des Komponisten Georg Philipp Telemann.

## Wirken
Eberlin schuf Kantaten und verfasste eine Sammlung von Triosonaten von hoher musikalischer Qualität. Allerdings sind nur wenige seiner Werke erhalten. Zu Eberlins virtuosem Violinsolo aus der Arie Pro dormente Camillo aus der Kantate Ich will in aller Noth …, komponierte Johann Christoph Bach 15 Cembalovariationen. Laut Telemann hat Eberlin mit den klanglichen Möglichkeiten der Violinskordatur experimentiert und dabei ausgerechnet „daß die Violine 2000. mahl verstimmet werden könne“.

## Werke (Auswahl)
- Ich will in aller Noth auf meinen Jesum bauen. (Kantate für Tenorsolo und Violine)
- Allmächtiger, heiliger, ewiger Gott (Kantate für Sopran, Alt, Tenor, Bass)
- Triosonatensammlung Trium variantium fidium concordia, hoc est moduli musici, quos sonatas vocant, ternis partibus conflati (Nürnberg, 1675)
  - Daraus im Codex Rost enthalten, die Sonaten: La Favorita (149) und La Eminenza (150).

## Klangbeispiel
- Sonata in e-moll. youtube.com; Erstaufnahme, YouTube-Präsenz des Ensembles „ACRONYM“.